# Gobernador general de la Unión Sudafricana
El gobernador general de la Unión Sudafricana era el representante de la Corona británica en Sudáfrica entre el 31 de mayo de 1910 y el 31 de mayo de 1961. La Unión Sudafricana fue un dominio del Imperio británico en el cual a la reina Isabel II le fue dado el título de reina de Sudáfrica, aunque ella nunca visitó el país en tal carácter.
Algunos de los primeros poseedores del cargo fueron miembros de la familia real británica incluyendo al Príncipe Arthur de Connaught, entre 1920 y 1923, y el Earl de Athlone, quien prestó servicios entre 1923 y 1930, antes de convertirse en gobernador general de Canadá.

## Republicanismo

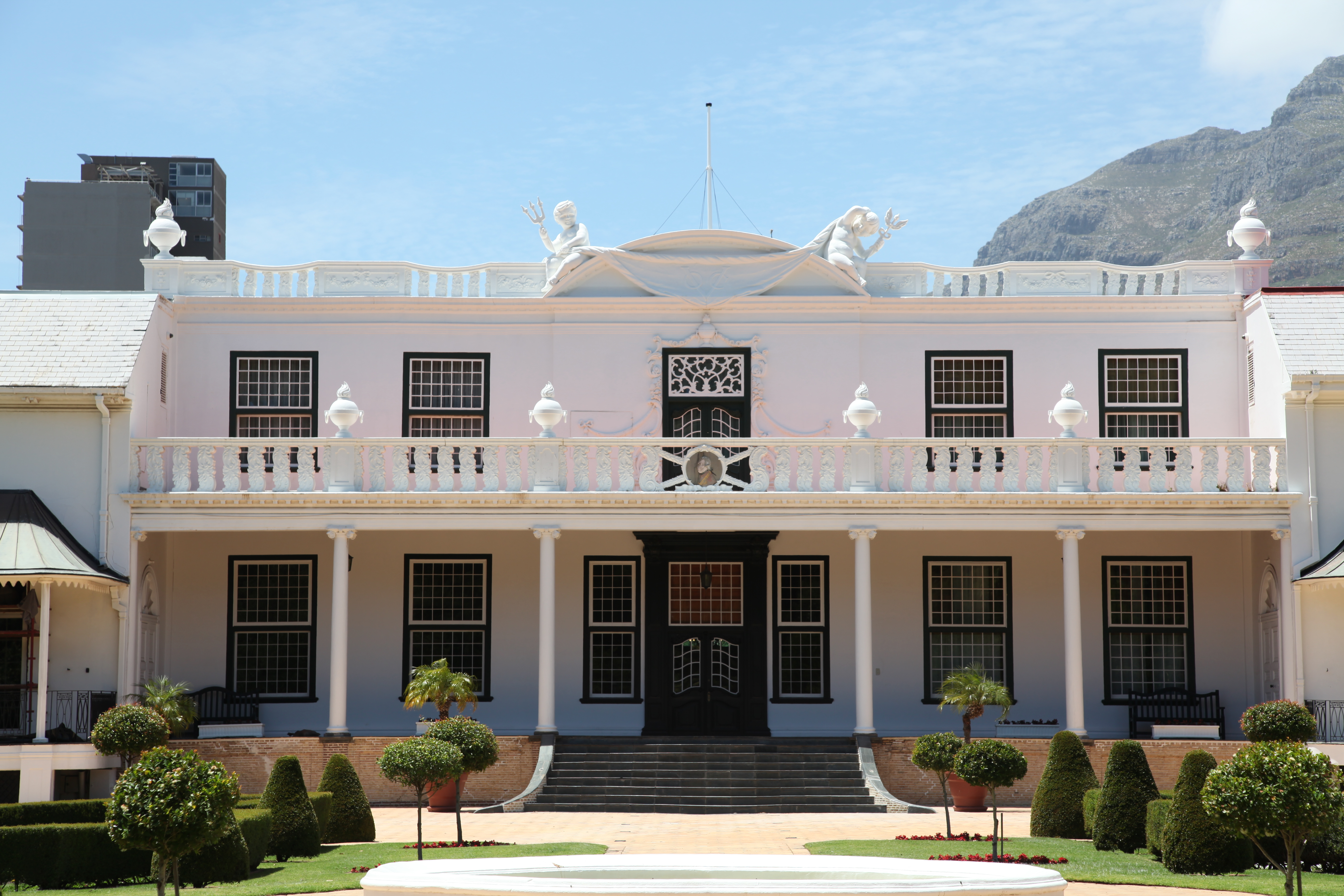
De Tuynhuys, la oficina de la Presidencia de la República de Sudáfrica en Ciudad del Cabo, se originó en 1682.

El partido afrikáner, denominado Partido Nacional, accedió al poder en 1948, era abiertamente republicano, y consideraba los nexos de la Unión Sudafricana con la Corona británica como una reliquia del imperialismo británico. Bajo el gobierno del Partido Nacional, la oficina de gobernador general fue ocupada por exministros del Gobierno que intencionalmente no utilizaban el uniforme Windsor 'colonial' tradicional, formado por chaqueta militar azul y sombrero con pluma. En 1957, el himno "Dios Salve a la Reina" dejó de tener el mismo estatus que el "Die Stem van Suid-Afrika" como himno nacional, y de manera similar la Union Jack dejó de tener el mismo estatus que la bandera sudafricana.
Sin embargo, no fue hasta 1960 cuando el primer ministro, Hendrik Verwoerd, sometió la cuestión a referéndum. Después de varias controversias por la reducción de la edad de voto a los 18 años y por la inclusión en el censo de los ciudadanos blancos del África del Sudoeste, el 5 de octubre de 1960 se preguntó a los ciudadanos blancos de Sudáfrica: '¿Apoya usted que la Unión se convierta en una república?'. El 52% votó a favor del cambio.
Charles Robberts Swart, el último gobernador general, se convirtió en administrador del Gobierno en abril de 1961 conforme a un arreglo de transición, antes de que le fuera tomado juramento como primer presidente de la República Sudafricana el 31 de mayo de aquel año.

## Gobernadores generales de la Unión Sudafricana
| Unión Sudafricana                                                |                       |                                                                 |                         |                         |  |                       |                     |
| 1.º                                                              |                       | Herbert Gladstone (1854-1930) 1.er vizconde de Gladstone        | 31 de mayo de 1910      | 8 de septiembre de 1914 |  | Herbert Henry Asquith | Jorge V (1910-1936) |
| 2.º                                                              |                       | Sydney Buxton (1853-1934) 1.er conde de Buxton                  | 8 de septiembre de 1914 | 17 de noviembre de 1920 |  | Herbert Henry Asquith | Jorge V (1910-1936) |
| 3.º                                                              |                       | SAR Arturo de Connaught (1883-1938) príncipe del Reino Unido    | 17 de noviembre de 1920 | 21 de enero de 1924     |  | David Lloyd George    | Jorge V (1910-1936) |
| 4.º                                                              |                       | Alejandro Cambridge (1874-1957) 1.er conde de Athlone           | 21 de enero de 1924     | 26 de enero de 1931     |  | Stanley Baldwin       | Jorge V (1910-1936) |
| 5.º                                                              |                       | George Villiers (1877-1955) 6.º conde de Claredon               | 26 de enero de 1931     | 5 de abril de 1937      |  | Ramsay MacDonald      | Jorge V (1910-1936) |
| 5.º                                                              | Eduardo VIII (1936)   | George Villiers (1877-1955) 6.º conde de Claredon               | 26 de enero de 1931     | 5 de abril de 1937      |  | Ramsay MacDonald      |                     |
| 5.º                                                              | Jorge VI (1936-1952)  | George Villiers (1877-1955) 6.º conde de Claredon               | 26 de enero de 1931     | 5 de abril de 1937      |  | Ramsay MacDonald      |                     |
| 6.º                                                              |                       | Patrick Duncan (1870-1943) 1.er conde de Athlone                | 5 de abril de 1937      | 17 de julio de 1943     |  | Stanley Baldwin       |                     |
| -                                                                |                       | Nicolaas Jacobus de Wet (1873-1960) Gobernador General interino | 17 de julio de 1943     | 1 de enero de 1946      |  | Winston Churchill     |                     |
| 7.º                                                              |                       | Gideon Brand van Zyl (1873-1956)                                | 1 de enero de 1946      | 1 de enero de 1951      |  | Clement Attlee        |                     |
| 8.º                                                              |                       | Ernest George Jansen (1881-1959)                                | 1 de enero de 1951      | 25 de noviembre de 1959 |  | Clement Attlee        |                     |
| 8.º                                                              | Isabel II (1952-1961) | Ernest George Jansen (1881-1959)                                | 1 de enero de 1951      | 25 de noviembre de 1959 |  | Clement Attlee        |                     |
| -                                                                |                       | Lucas Cornelius Steyn (1903-1976) Gobernador General interino   | 25 de noviembre de 1959 | 11 de diciembre de 1959 |  | Harold Macmillan      |                     |
| 9.º                                                              |                       | Charles Robberts Swart (1894-1982)                              | 11 de diciembre de 1959 | 30 de abril de 1961     |  | Harold Macmillan      |                     |
| -                                                                |                       | Lucas Cornelius Steyn (1903-1976) Gobernador General interino   | 30 de abril de 1961     | 31 de mayo de 1961      |  | Harold Macmillan      |                     |
| Cargo suprimido al proclamarse la República de Sudáfrica en 1961 |                       |                                                                 |                         |                         |  |                       |                     |